# 甘南美内親王
甘南美内親王（かんなびないしんのう、延暦19年（800年） - 弘仁8年2月21日（817年3月12日））は、平安時代初期の皇族。甘南備内親王とも表記する。桓武天皇の皇女で、母は従四位下・藤原東子（藤原種継女）。藤原薬子および藤原仲成らは母の兄弟姉妹である。

## 生涯
延暦19年（800年）、桓武天皇の晩年に生まれ、弘仁8年（817年）、無品のまま18歳で没した。
『本朝皇胤紹運録』の甘南美内親王の項に「平城納之」とあり、26歳年長の異母兄・平城天皇の後宮に入ったとされる。甘南美内親王の生年からすると、平城天皇が譲位して平城京に移り、大同5年（810年）の薬子の変で寵愛する藤原薬子を失った後のことであると考えられる。
ただし、平城天皇の伝記を書いた春名宏昭は平城天皇の即位時に内親王は7歳であり、4年後に起きる薬子の変後の入内では政治的な意味が見出せないため、以下の可能性を指摘している。
- 『本朝皇胤紹運録』の大宅内親王の項に平城天皇の妃となった事実が記載されておらず、大宅内親王と甘南美内親王を取り違えて「平城納之」と記載してしまった。→平城天皇の妃になった事実はない。
- 『本朝皇胤紹運録』の甘南美内親王の項に享年を28歳と記すべきところを誤って18歳と記載してしまった。→桓武天皇が側近である種継の外孫を東宮（平城天皇）に託した。
- 母である藤原東子が薬子とは姉妹であったことから、薬子が幼い姪の入内を働きかけた。→享年18歳が正しい場合、平城天皇の即位後に入内した可能性が高いため。